# Fernando Guillén Cuervo
Fernando Guillén Cuervo (Barcelona, 11 de març de 1963) és un actor, guionista i director català. És fill dels actors Fernando Guillén i Gemma Cuervo i germà gran de Cayetana Guillén Cuervo.

## Biografia
Nascut a Barcelona, fill dels actors catalans Fernando Guillén i Gemma Cuervo, és el germà gran de Cayetana Guillén Cuervo i el petit de Natalia Guillén.
Va començar com a assistent de direcció teatral en el Teatro Bellas artes de Madrid, i des de llavors desenvolupa una intensa labor professional com a actor tant en els escenaris com en la petita i la pantalla gran.
Al costat de Karra Elejalde va escriure el guió i va dirigir Año mariano (2000), en la qual apareix el seu pare. Va dirigir Los managers (2006) i, com a guionista, també va treballar en Los nuvios búlgaros que va coproduir, i Airbag, en la qual té papers protagonistes.
Com a actor també ha aparegut en pel·lícules com El mar y el tiempo, El amante bilingüe, Boca a boca , You're the One (una historia de entonces), Vorvik o Quantum of Solace.
Ha tingut altres importants participacions televisives, en sèries com Tirando a dar, Javier ya no vive solo, Sin tetas no hay paraiso, Los misterios de Laura, etc. El 2016 encapçala el repartiment de El Caso. Crónica de sucesos.
En teatre ha treballat en obres com El vergonzoso en palacio, dirigida per Adolfo Marsillach, Juli César (1988), amb direcció de Lluís Pasqual o Wilt, de Tom Sharpe (2012).
En les eleccions generals del 20 de novembre de 2011 va donar suport a la candidatura del PSOE encapçalada per Alfredo Pérez Rubalcaba.
Des de 2012 va mantenir una relació sentimental amb l'actriu Ana Milán, casant-se finalment a Florida el 2015. El gener de 2016, no obstant això es divorciarien.

## Filmografia
| Any  | Pel·lícula                                             | Director                                 |
| ---- | ------------------------------------------------------ | ---------------------------------------- |
| 1984 | Memorias del General Escobar                           | José Luis Madrid                         |
| 1987 | La ley del deseo                                       | Pedro Almodóvar                          |
| 1987 | La senyora                                             | Jordi Cadena                             |
| 1989 | El mar y el tiempo                                     | Fernando Fernán Gómez                    |
| 1990 | Boom, boom                                             | Rosa Vergés                              |
| 1990 | Las edades de Lulú                                     | Bigas Luna                               |
| 1992 | Shooting Elisabeth                                     | Baz Taylor                               |
| 1992 | 1492: Conquest of Paradise                             | Ridley Scott                             |
| 1993 | Picardies de dona (A Business Affair)                  | Charlotte Brandstrom                     |
| 1993 | El laberinto griego                                    | Rafael Alcázar                           |
| 1993 | El amante bilingüe                                     | Vicente Aranda                           |
| 1993 | Havanera 1820                                          | Antoni Verdaguer                         |
| 1993 | Tres palabras                                          | Antonio Giménez-Rico                     |
| 1994 | Alsasua 1936                                           | Helena Taberna                           |
| 1995 | Boca a boca                                            | Manuel Gómez Pereira                     |
| 1996 | Calor... y celos                                       | Javier Rebollo                           |
| 1996 | Corsarios del chip                                     | Rafael Alcázar                           |
| 1997 | Airbag                                                 | Juanma Bajo Ulloa                        |
| 1998 | Un buen novio                                          | Jesús R. Delgado                         |
| 1999 | Móvil inmortal (curtmetratge)                          | José Luis Barrios Treviño                |
| 1999 | Año mariano                                            | Karra Elejalde i Fernando Guillén Cuervo |
| 2001 | No te fallaré                                          | Manuel Ríos San Martín                   |
| 2001 | Demasiado amor                                         | Ernesto Rimoch                           |
| 2001 | You're the one                                         | José Luis Garci                          |
| 2001 | Todo menos la chica                                    | Jesús R. Delgado                         |
| 2002 | El florido pensil                                      | Juan José Porto                          |
| 2002 | Los novios búlgaros                                    | Eloy de la Iglesia                       |
| 2004 | Tiovivo c. 1950                                        | José Luis Garci                          |
| 2005 | Vorvik                                                 | José Antonio Vitoria                     |
| 2006 | En busca de la tumba de Cristo                         | Giulio Base                              |
| 2007 | Luz de domingo                                         | José Luis Garci                          |
| 2008 | Quantum of Solace                                      | Marc Forster                             |
| 2008 | Sangre de mayo                                         | José Luis Garci                          |
| 2009 | Pérez, el ratoncito de tus sueños 2                    | Andrés G. Schaer                         |
| 2010 | Balada triste de trompeta                              | Álex de la Iglesia                       |
| 2010 | Clarividencia (cortometraje)                           | Luis María Ferrández                     |
| 2011 | Vilaj (documental sobre Haití)                         | Fernando Guillén Cuervo                  |
| 2016 | La corona partida (com a Gutierre Gómez de Fuensalida) | Jordi Frades                             |

## Candidatures

### Premis Goya
| Any  | Categoria                            | Pel·lícula  | Resultat |
| ---- | ------------------------------------ | ----------- | -------- |
| 1995 | Premi Goya al millor actor secundari | Boca a boca | Candidat |